# Puisieux (Pas-de-Calais)
Puisieux – miejscowość i gmina we Francji, w regionie Hauts-de-France, w departamencie Pas-de-Calais.
Według danych na rok 1990 gminę zamieszkiwały 613 osoby, a gęstość zaludnienia wynosiła 52 osób/km² (wśród 1549 gmin regionu Nord-Pas-de-Calais Puisieux plasuje się na 712. miejscu pod względem liczby ludności, natomiast pod względem powierzchni na miejscu 233.).